# Нестеренко, Евгений Евгеньевич
Евге́ний Евге́ньевич Нестере́нко (8 января 1938, Москва, РСФСР, СССР — 20 марта 2021, Вена) — советский и российский оперный певец (бас), педагог, публицист, общественный деятель, профессор. Солист Большого театра (1971—2002). Герой Социалистического Труда (1988), народный артист СССР (1976), лауреат Ленинской премии (1982). Кавалер ордена Ленина (1988). Каммерзенгер Австрии (1992). Член КПСС с 1974 года.

## Биография
Родился 8 января 1938 года в Московском военном госпитале в Лефортове.
Учился четыре года в московской 24-й школе на Крымской площади.
С 1949 по 1955 год жил в Челябинске, где с золотой медалью окончил 58-ю школу.
Затем два года был курсантом военно-морского факультета (спецфак) Ленинградского инженерно-строительного института (ныне Санкт-Петербургский государственный архитектурно-строительный университет), потом перешёл на факультет промышленного и гражданского строительства. Получив диплом инженера-строителя в 1961 году, в течение года работал прорабом.
Студентом начал брать частные уроки пения у М. М. Матвеевой. В 1965 году окончил Ленинградскую консерваторию им. Н. А. Римского-Корсакова (класс профессора В. М. Луканина). Сам певец с гордостью возводил свою школу к работавшему в России бельгийскому педагогу К. Эверарди, а через него — к европейским светилам М. В. Гарсиа и Ф. Ламперти.
В 1963—1967 годах — солист Ленинградского Малого оперного театра (ныне Михайловский театр), в 1967—1971 — Ленинградского театра оперы и балета им. С. М. Кирова (ныне Мариинский театр), в 1971—2002 — Большого театра (Москва).
Исполнил более восьмидесяти [уточнить] ролей в операх, в том числе двадцать одну оперную партию на языке оригинала. Исполнитель сольных концертных программ русской и зарубежной музыки: романсов и песен, арий из опер, ораторий и кантат, песен советских композиторов, церковных песнопений и др. Первый исполнитель многих песен Г. В. Свиридова, Сюиты для баса и фортепиано на стихи Микеланджело, «4 стихотворений капитана Лебядкина», «Пяти романсов на слова из журнала „Крокодил“», «Предисловия к полному собранию моих сочинений», версии для камерного оркестра «Песен на слова английских поэтов» Д. Д. Шостаковича, вокального цикла «Надписи» и баллады «Орёл» Ш. Р. Чалаева. Записал около семидесяти пластинок и дисков на отечественных и зарубежных фирмах грамзаписи, в том числе более двадцати опер (полностью), множество арий, романсов, русских народных песен.
Сочетает вокальную одарённость с драматическим талантом, что позволило ряду авторов говорить о преемственности искусства певца по отношению к Ф. И. Шаляпину, и даже называть его «вторым Шаляпиным». Создатель ярких образов, среди которых на первом месте триумфально встреченный в СССР и по всему миру Борис Годунов («Борис Годунов» М. Мусоргского). Обладатель исключительной дикции, позволяющей с равным успехом исполнять партии не только на родном языке, но и на итальянском, французском, немецком и даже венгерском языках.
С 1966 гастролировал за рубежом (ГДР, Болгария, Венгрия, Чехословакия, Польша, Египет, Великобритания, Италия, Швеция, Франция, ФРГ, США, Швейцария, Япония, Аргентина, Финляндия, Испания, Бразилия).
Выступал на лучших сценах мира: «Метрополитен-опера» (США), «Ла Скала» (Италия), «Ковент-Гарден» (Великобритания), «Колон» (Аргентина), «Лисео» (Испания), Немецкая государственная опера (Берлин, Германия), Баварская государственная опера (Мюнхен, Германия), Гамбургская государственная опера (Германия), Будапештская опера (Венгрия), Варшавский Большой театр (Польша), Венская государственная опера (Австрия), Опера Сан-Франциско (США) и многих других. Участник оперных фестивалей в Савонлинне (Финляндия, 1982), «Арена ди Верона» (Италия, 1978, 1985, 1989, 1991), в Брегенце (Австрия, 1986), в Оранже (Франция, 1990).
Педагогическую деятельность начал в Ленинградской консерватории (1967—1968, 1969—1972). Преподавал в Московском музыкально-педагогическом институте им. Гнесиных (ныне Российская академия музыки имени Гнесиных; 1972—1974). В Московской консерватории им. П. И. Чайковского вёл класс и был заведующим кафедрой сольного пения (1975—1993, профессор — с 1981). Преподавал в Венской консерватории (1993—2003).
В 1976 году, в честь двухсотлетия Большого театра и за большие заслуги, был удостоен звания народного артиста СССР, минуя звание народного артиста РСФСР. Такое награждение случалось крайне редко, что говорит об исключительности мастерства и таланта певца.
В сезоне 1976/77 года Нестеренко выступил в трех премьерах Большого театра: «Моцарте и Сальери» Римского-Корсакова, «Русалке» Даргомыжского, «Похищении луны» О. Тактакишвили и подготовил четвертую — роль большевика Андрея в новой сценической редакции оперы В. Мурадели «Октябрь». Каждая из этих работ стала значительной вехой в творческой биографии артиста, получила высокую оценку зрителей и прессы.
Необходимо отметить закономерность и последовательность, с которыми Нестеренко пропагандирует камерное творчество русских и советских композиторов, малоизвестное зарубежной публике, во время своих гастролей.
Одно из выступлений Евгения Нестеренко за рубежом состоялось в итальянском городе Верчелли в рамках большого музыкального фестиваля, где Нестеренко был также в качестве члена жюри Международного конкурса вокалистов имени Виотти. Концерт (его программа была составлена целиком из произведений Мусоргского, что довольно необычно для европейской публики) стал кульминацией этого праздника, привлекшего многочисленных слушателей из разных стран Европы, в том числе молодых певцов.
Газета «Ла Сессиа» писала, что «Евгению Нестеренко, считающемуся сейчас лучшим басом в мире», Мусоргский весьма близок по духу. «Певец доказал, — пишет далее рецензент, — что его слава вполне закономерна и что он не утрачивает ее при переходе от оперного жанра к камерному. Нам редко доводилось слышать столь совершенное в интонационном отношении пение».
В феврале 1978 года Нестеренко дал сольный концерт в «Ла Скала», включив в его программу Сюиту на слова Микеланджело Шостаковича, «Песни и пляски смерти» и еще несколько произведений Мусоргского. Как обычно, вечер прошел с большим успехом.
Автор более чем двухсот публикаций — книг, статей, интервью. Под редакцией певца вышла инструктивная книга его педагога В. М. Луканина «Обучение и воспитание молодого певца» (Л., «Музыка», 1977). Автор книг «Размышления о профессии» (М., «Искусство», 1985) и «Записки русского баса» (М., Фонд Евгения Нестеренко, 2011).
11 мая 2008 года в честь 70-летия певца в Большом театре состоялся спектакль «Набукко», в котором он исполнил партию Захарии.
27 мая 2013 года состоялся творческий вечер Е. Нестеренко в Большом театре, посвященный его 75-летию. Были представлены сценические фрагменты оперы «Севильский цирюльник», где он исполнил партию Дона Базилио, и четвёртый акт оперы «Борис Годунов», где Е. Нестеренко исполнил заглавную партию. Позднее стал консультантом театра. В 1989—1991 — народный депутат СССР.

### Последние годы жизни
В последние годы жил преимущественно в Вене. Скончался там же 20 марта 2021 года на 84-м году жизни от последствий коронавирусной инфекции. В связи с эпидемиологической обстановкой в Австрии, семья и близкие народного артиста приняли решение не проводить публичную церемонию прощания с оперным певцом. Прах Евгения Нестеренко будет захоронен в России.

### Общественная деятельность
- Почётный профессор Венгерской государственной музыкальной Академии им. Ф. Листа (1984)
- Член Президиума Правления Советского фонда культуры (1986)
- Почётный член Президиума Академии Творчества (1992)
- Почётный профессор Челябинской государственной академии культуры и искусства (2009)
- Почётный профессор Московской консерватории им. П. И. Чайковского (2013)
- Член наблюдательного совета Полного академического собрания сочинений М. П. Мусоргского.
- Член центрального совета Всероссийского общества охраны памятников искусства и культуры
- Член редколлегий Музыкального энциклопедического словаря, энциклопедии «Опера», журналов «Театр» и «Музыкальная жизнь».

Долгие годы был членом художественного совета Большого театра и Союзконцерта, совета Московской консерватории, председателем оперной секции Всесоюзного музыкального общества, членом президиума правления Советского фонда культуры, членом правления Ассоциации музыкальных деятелей Союза советских обществ дружбы и культурных связей с зарубежными странами, членом центральных правлений Общества советско-венгерской дружбы и Общества дружбы СССР — ФРГ.

### Семья
- Отец — Нестеренко Евгений Никифорович (1908—1996), сын самаркандского сапожника, инженер-танкист, участник Великой Отечественной войны, уволился в запас в звании генерал-майора технических войск. Начальник Челябинского высшего военного автомобильного командно-инженерно училища (1949—1964)[15].
- Мать — Бауман Велта Вольдемаровна (1912—1938), дочь латвийского сельского учителя, революционера-подпольщика. Похоронена на Новодевичьем кладбище. Дядя (брат матери) — Бауман Вальрод Вольдемарович (1906—1943), погиб на фронте[16].
- Дед по материнской линии — Бауман Вольдемар Петрович (Тилс Криш Янович), (1879—1951), член РСДРП с 1903 года, участник трёх революций, после Октябрьской был председателем Ташкентского совета рабочих и солдатских депутатов. Похоронен на Новодевичьем кладбище.
- Жена (с 1959) — Нестеренко (Алексеева) Екатерина Дмитриевна (1939—2014), инженер-строитель, внучка Александра Ивановича Викселя, одного из проектировщиков Морского Никольского собора в Кронштадте.
  - Сын — Максим Евгеньевич (род. 1964), художник-график, член Союза художников России, преподаёт в московском филиале Британской высшей школы дизайна.
    - Внук — Нестеренко Степан (род. 1994), студент.

## Награды и звания
Почётные звания:
- Заслуженный артист РСФСР (1973) — за заслуги в области советского музыкального искусства[17]
- Народный артист СССР (1976) — за большие заслуги в развитии советского музыкального и хореографического искусства и в связи с 200-летием Государственного академического Большого театра СССР[18]
- Герой Социалистического Труда (1988) — за большие заслуги в развитии советского музыкального искусства и в связи с пятидесятилетием со дня рождения[19]
- Почётное звание Каммерзенгер (1992, Австрия)

Государственные премии:
- Ленинская премия (1982) — за исполнение партий Ивана Сусанина в опере М. Глинки «Иван Сусанин» в Государственном академическом Большом театре Союза ССР, Бориса Годунова в опере М. Мусоргского «Борис Годунов» в Государственном академическом театре оперы и балета «Эстония» и концертные программы 1977—1980 годов[20]

Ордена:
- орден Трудового Красного Знамени (1980) — за большую работу по подготовке и проведению Игр XXII Олимпиады[21]
- орден Ленина (1988)
- орден Почёта (2014) — за достигнутые трудовые успехи, значительный вклад в социально-экономическое развитие Российской Федерации, заслуги в освоении космоса, гуманитарной сфере, укреплении законности, активную законотворческую и общественную деятельность, многолетнюю добросовестную работу[22]

Другие награды, премии и общественное признание:
- 4-я премия на Всесоюзном конкурсе вокалистов им. М. И. Глинки (1965, Москва)
- 2-я премия и серебряная медаль на Международном конкурсе молодых оперных певцов (1967, София, Болгария)
- 2-я премия на Всесоюзном конкурсе на лучшую концертную программу к 100-летию со дня рождения В. И. Ленина (1970, Минск)
- 1-я премия и золотая медаль на IV Международном конкурсе имени П. И. Чайковского (1970, Москва)
- орден Знамени (Венгрия) ([источник не указан 1604 дня])
- орден Мира и Дружбы (Венгрия) ([источник не указан 1604 дня])
- Приз «Ванни Марку» (1980, Национальная академия оперных грамзаписей, Франция)
- Медаль «Золотой Виотти» (1981, Верчелли, Италия)
- Почётный диплом и медаль «Бела Барток» (1982, Венгрия)
- Приз «Золотой диск» (1982, Япония)
- Приз «Золотой диск» (1984, Всесоюзная фирма грамзаписи «Мелодия», СССР)
- Гран-при «Золотой Орфей» (1984, Французская академия звукозаписи)
- Почётный диплом и медаль «Pro Cultura Hungarica» (1985, Венгрия)
- Приз имени Дж. Дзенателло (1986, Верона, Италия)
- Приз имени В. Фуртвенглера (1992, Баден-Баден, Германия)
- Шаляпинская премия Академии творчества (1992, Москва)
- Приз Театрально-концертного агентства «Жар-птица» (1994, Москва)
- Российская оперная премия «Casta diva» (2001)
- орден святого благоверного князя Даниила Московского II степени (2008, Русская Православная Церковь)
- Народная премия «Светлое прошлое» (2009, Челябинск[23])

## Оперные партии

### Ленинградский Малый оперный театр
- 1964 — «Любовь к трём апельсинам» С. С. Прокофьева — Король Треф
- 1964 — «Богема» Дж. Пуччини — Коллен
- 1965 — «Царская невеста» Н. А. Римского-Корсакова — Малюта Скуратов
- 1965 — «Катерина Измайлова» Д. Д. Шостаковича — Священник
- 1965 — «Трубадур» Дж. Верди — Феррандо
- 1966 — «Русалка» А. С. Даргомыжского — Мельник
- 1966 — «Два капитана» Г. М. Шантыря — Кораблёв
- 1967 — «Евгений Онегин» П. И. Чайковского — Князь Гремин

### Ленинградский театр оперы и балета им. С. М. Кирова
- 1967 — «Князь Игорь» А. П. Бородина — Хан Кончак
- 1967 — «Царская невеста»Н. А. Римского-Корсакова — Малюта Скуратов
- 1967 — «Евгений Онегин» П. И. Чайковского — Князь Гремин
- 1967 — «Октябрь» В. И. Мурадели — Андрей
- 1968 — «Декабристы» Ю. А. Шапорина — Сергеич
- 1968 — «Садко» Н. А. Римского-Корсакова — Варяжский гость
- 1968 — «Севильский цирюльник» Дж. Россини — Дон Базилио
- 1969 — «Борис Годунов» М. П. Мусоргского — Варлаам
- 1969 — «Фауст» Ш. Гуно — Мефистофель
- 1969 — «Лючия ди Ламмермур» Г. Доницетти — Раймонд Бидебенд
- 1969 — «Мазепа» П. И. Чайковского — Кочубей
- 1969 — «Тихий Дон» И. И. Дзержинского — Григорий Мелехов
- 1970 — «Патетическая оратория» Г. В. Свиридова — Поэт

### Большой театр
- 1970 — «Князь Игорь» А. П. Бородина — Хан Кончак
- 1970 — «Мазепа» П. И. Чайковского — Кочубей
- 1971 — «Евгений Онегин» П. И. Чайковского — Князь Гремин
- 1971 — «Царская невеста» Н. А. Римского-Корсакова— Собакин
- 1971 — «Фауст» Ш. Гуно — Мефистофель
- 1972 — «Севильский цирюльник» Дж. Россини — Дон Базилио
- 1972 — «Руслан и Людмила» М. И. Глинки — Руслан
- 1973 — «Борис Годунов» М. П. Мусоргского — Борис
- 1973 — «Франческа да Римини» С. В. Рахманинова — Ланчотто Малатеста
- 1973 — «Князь Игорь» А. П. Бородина — Игорь
- 1974 — «Дон Карлос» Дж. Верди — Филипп II
- 1974 — «Иоланта» П. И. Чайковского — Король Рене
- 1975 — «Война и мир» С. С. Прокофьева — Кутузов
- 1975 — «Хованщина» М. П. Мусоргского — Досифей
- 1976 — «Садко» Н. А. Римского-Корсакова — Варяжский гость
- 1976 — «Русалка» А. С. Даргомыжского — Мельник
- 1976 — «Моцарт и Сальери» Н. А. Римского-Корсакова — Сальери
- 1977 — «Похищение луны» О. В. Тактакишвили — Кац Звамбай
- 1977 — «Октябрь» В. И. Мурадели — Андрей
- 1978 — «Замок герцога Синяя Борода» Б. Бартока — Герцог
- 1979 — «Иван Сусанин» М. И. Глинки — Иван Сусанин
- 1981 — «Кармен» Ж. Бизе — Эскамильо
- 1985 — «Повесть о настоящем человеке» С. С. Прокофьева — Комиссар
- 1986 — «Сказка о царе Салтане» Н. А. Римского-Корсакова Царь Салтан
- 1989 — «Жизнь за царя» М. И. Глинки — Иван Сусанин
- 1994 — «Алеко» С. В. Рахманинова — Алеко
- 2001 — «Набукко» Дж. Верди — Захария

### Ла Скала
- 1977 — «Фауст» Ш. Гуно — Мефистофель
- 1977— «Пелеас и Мелизанда» К. Дебюсси — Аркель
- 1977— «Дон Карлос» Дж. Верди — Великий Инквизитор
- 1978 — «Дон Карлос» Дж. Верди — Филипп II
- 1978— «Разбойники» Дж. Верди — Массимилиано
- 1979 — «Моисей в Египте» Дж. Россини — Моисей
- 1979 — «Богема» Дж. Пуччини Коллен
- 1980 — «Царь Эдип» И. Ф. Стравинского — Тирезий
- 1980 — «Маленькая торжественная месса» Дж. Россини
- 1981, 1988 — «Реквием» Дж. Верди
- 1985, 1986 — «Волшебная флейта» В. А. Моцарт — Зарастро

### В других театрах и на гастролях
- «Мефистофель» А.Бойто — Мефистофель
- «Аида» Дж. Верди Рамфис
- «Осуждение Фауста» Г. Берлиоз — Мефистофель
- «Волшебная флейта» В. А. Моцарт — Зарастро
- «Дон Паскуале» Г. Доницетти — Дон Паскуале
- «Любовный напиток» Г. Доницетти — Дулькамара
- «Хованщина» М. П. Мусоргского — Иван Хованский
- «Золотой петушок» Н. А. Римского-Корсакова — Царь Додон
- «Анна Болейн» Г. Доницетти Генрих VIII
- «Русалка» А. Дворжака — Водяной
- «Макбет» Дж. Верди Банко
- «Симон Бокканегра» Дж. Верди — Якопо Фиеско
- «Дон Жуан» В. А. Моцарта — Командор
- «Леди Макбет Мценского уезда» Д. Д. Шостаковича — Старый каторжник
- «Свадьба Фигаро» В. А. Моцарта — Бартоло

### Сольные партии в кантатно-ораториальных произведениях
- «Патетическая оратория» Г. В. Свиридова
- Оратория «Доколе коршуну кружить» Ю. А. Шапорина
- Четырнадцатая симфония Д. Д. Шостаковича
- Кантаты и Месса h moll И. С. Баха
- Оратория «Жизнерадостный, задумчивый и сдержанный» Г. Ф. Генделя
- «Маленькая торжественная месса» Дж. Россини
- Реквием Дж. Верди

## Дискография
- 1968 — Ф. Шуберт. Песни
- 1973 — «Царская невеста», дирижёр Ф. Мансуров (Собакин)
- 1974 — Д. Д. Шостакович. 14-я симфония. Дирижёр К. Кондрашин
- 1976 — «Иоланта», дирижёр М. Эрмлер (Король Рене)
- 1977 — «Дон Карлос», дирижёр К. Аббадо (Великий инквизитор)
- 1978 — «Дон Карлос», дирижёр К. Аббадо (Филипп II)
- 1978 — «Руслан и Людмила», дирижёр Ю. Симонов (Руслан)
- 1979 — «Богема», дирижёр К. Клайбер (Колин)
- 1979 — «Евгений Онегин», дирижёр М. Эрмлер (Князь Гремин)
- 1979 — «Иван Сусанин», дирижёр М. Эрмлер (Иван Сусанин)
- 1979 — «Дон Паскуале», дирижёр Х. Вальберг (Дон Паскуале)
- 1981 — «Замок герцога Синяя Борода», дирижёр Я. Ференчик (Синяя Борода)
- 1982 — «Любовный напиток», дирижёр Х. Вальберг (доктор Дулькамара)
- 1982 — «Набукко», дирижёр Дж. Синополи (Захария)
- 1984 — «Трубадур», дирижёр К. М. Джулини (Феррандо)
- 1985 — «Борис Годунов», дирижёр М. Эрмлер (Борис Годунов)
- 1985 — Русская и болгарская духовная хоровая музыка (Бас — солист)
- 1986 — «Моцарт и Сальери», дирижёр М. Эрмлер (Сальери)
- 1986 — «Фауст», дирижёр К. Дэвис (Мефистофель)
- 1987 — «Аттила», дирижёр Л. Гарделли (Аттила)
- 1987 — «Борис Годунов», дирижёр А. Лазарев (Борис Годунов)
- 1987 — «Золотой петушок», дирижёр Д. Китаенко (царь Додон)
- 1990 — «Алеко», дирижёр Д. Китаенко (Алеко)
- 1991 — М. Мусоргский. «Без солнца». П. Чайковский. Романсы
- 1997 — «Вот мчится тройка», сборник народных русских песен, песни русских композиторов
- 2002 — «Леди Макбет Мценского уезда», дирижёр А. Анисимов (Старый каторжник)
- 1979 — Романсы М. П. Мусоргского (В. Крайнев, фортепиано)

## Видеозаписи, фильмография
- 1969 — «Князь Игорь» А. Бородина (фильм-опера, Кончак, вокал, роль исполняет Б. Ватаев), дирижёр Г. Проваторов;
- 1978 — «Борис Годунов» М. Мусоргского (Борис Годунов), режиссёр А. Баранников, Л. Баратов, дирижёр Б. Хайкин;
- 1979 — «Иван Сусанин» М. И. Глинки (Иван Сусанин), режиссёр А. Баранников;
- 1981 — «Князь Игорь» А. Бородина (Князь Игорь), режиссёр О. Моралев, А. Баранников, дирижёр М. Эрмлер;
- 1983 — «Любовью за любовь» (фильм, певец);
- 1986 — «Алеко» С. Рахманинова (фильм-опера, Алеко), дирижёр Д. Китаенко;
- 1986 — «Россия» (Канада) (фильм, Борис Годунов);
- 1992 — «Жизнь за царя» М. Глинки (Иван Сусанин), режиссёр Н. Кузнецов, дирижёр А. Лазарев.

### Участие в фильмах
- 1971 — Музыкальный монолог (документальный)
- 1989 — Модест из рода Мусоргских (документальный)

## Ученики
- Байков, Владимир Викторович (Россия)
- Банджак, Филип (Чехия)
- Банковский, Игорь (Россия)
- Бахманн, Тыну (Эстония)
- Бежко, Борис (Россия)
- Богданова, Любовь (Россия)
- Бродбент, Грэм (Великобритания)
- Васильев, Александр Романович (Германия)
- Васильев, Владимир Ильич (Россия)
- Васильев, Владимир Михайлович (Россия)
- Герц, Владимир (Россия)
- Демструп, Торбен (Дания)
- Дирсе, Сигитас (Литва)
- Диц, Владимир (Россия)
- Желтыргузов, Азамат (Казахстан)
- Исидзаки, Хидэкадзу (Япония)
- Кавадзоэ Тихиро (Япония)
- Ким, Дин Гук (КНДР)
- Коцан, Штефан (Словакия)
- Крутиков, Михаил Анатольевич (Россия)
- Мруз, Леонард (Польша)
- Полгар, Ласло (Венгрия)
- Решетняк, Николай (Россия)
- Родос, Тейфик (Турция)
- Сэто, Гэн (Япония)
- Столяренко-Муратова, Ирина (Украина)
- Сторожев, Никита (США)
- Тарнаи, Давид (Венгрия)
- Туманян, Барсег (Армения)
- Уотсон, Кёртис (Ямайка)
- Халиков, Адхам (Таджикистан / Италия)
- Хирш, Андреас (Австрия)
- Холечек, Арина (Австрия)
- Черных, Павел (Россия)
- Шагидуллин, Альберт (Россия)
- Штолфова, Гана (Словакия)

### Интервью
- Евгений Нестеренко: Пою, потому что живу
- «Я люблю петь, мне это в радость»
- Евгений Нестеренко: Надо сохранять свои традиции
- Евгений Нестеренко: На прощание я поцеловал сцену Большого театра